# District d'Autun
Le district d'Autun est une ancienne division territoriale française du département de Saône-et-Loire de 1790 à 1795.
Il était composé des cantons de Autun, Blain, Cordesse, Couches, Dettey, Dezize, Lunnay sur Ternay, Mesvres, Montcenis, Saint Didier, Saint Prix, Saisy et Sully.

## Galerie

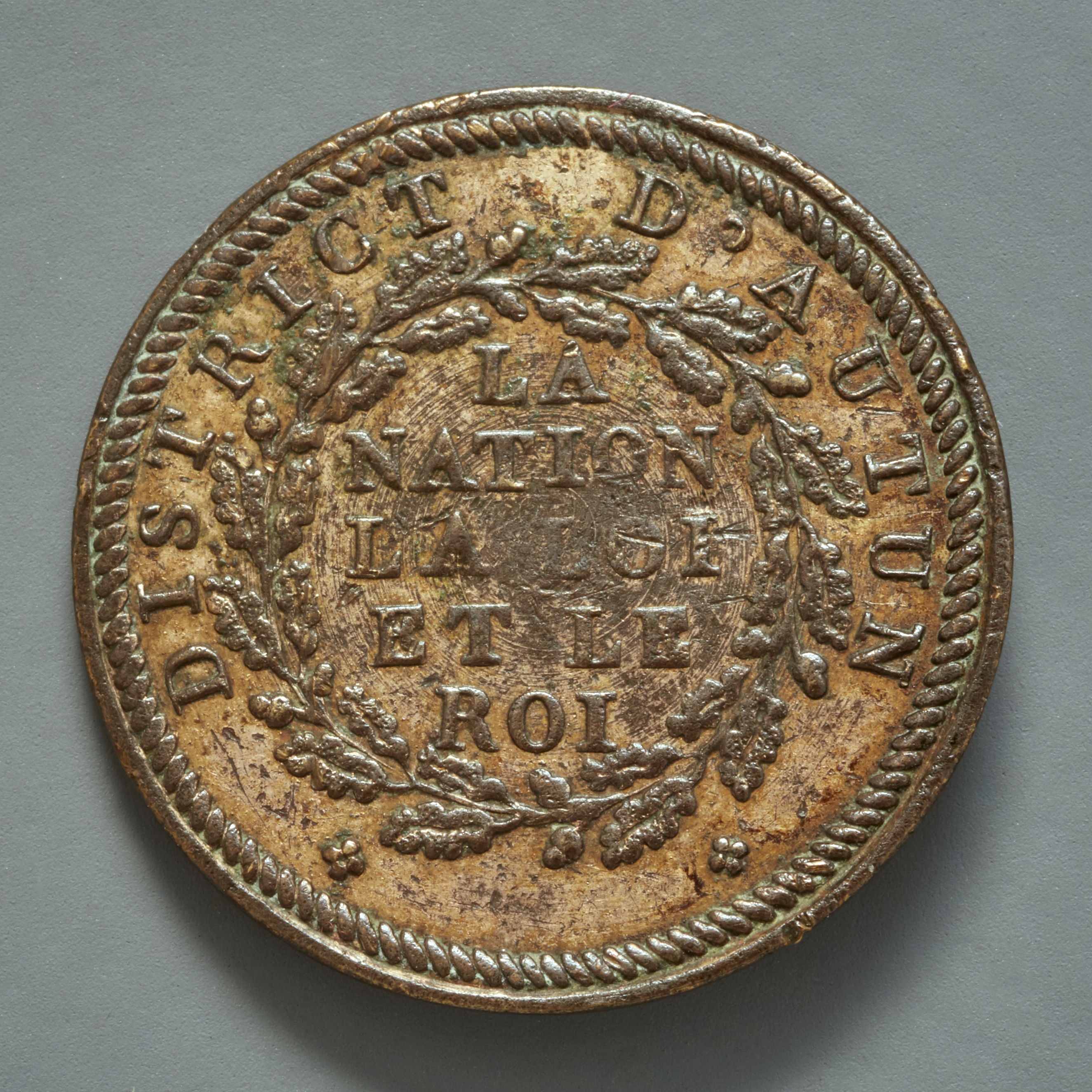
Bouton (musée Carnavalet)